# Société d'économie mixte du Val d'Orge
La Société d'économie mixte du Val d’Orge (SORGEM) est une entreprise à capitaux publics et privés spécialisée dans l’aménagement du territoire et la réalisation d’équipements dans le département de l’Essonne et les départements limitrophes. 
Personne morale de droit privé, la SORGEM se définit comme un ensemblier urbain au service des collectivités publiques qui accompagne les élus locaux dans la création de quartiers mixtes (habitat diversifié, activités et services, espaces et équipements publics), le renouvellement urbain, la création d’équipements, la diversification des offres de logement et le développement économique avec une forte démarche de développement durable.

## Histoire
La structure a été créée en 1988 à l'initiative des élus de la commune de Sainte-Geneviève-des-Bois, sous le nom de SOGEM, pour aménager les terrains de la zone d’activités de la Croix Blanche et du quartier des Aunettes. La société d’économie mixte a par la suite diversifié ses activités et étendu son périmètre d’intervention au-delà du Val d’Orge dans les villes d’Athis-Mons, Les Ulis, Marcoussis, Épinay-sous-Sénart pour devenir en 2003 la SORGEM, Société d’économie mixte du Val d’Orge.
Le territoire d’intérêt immédiat pour la SORGEM est constitué de Cœur d’Essonne Agglomération (CDEA) et des 21 communes qui la composent à la suite de la fusion de la communauté d’agglomération du Val d’Orge avec la communauté de communes de l'Arpajonnais. La société d’économie a élargi son domaine d’action territorial et, en 2012, la SORGEM franchit les limites de l’Essonne pour travailler au renouvellement urbain du quartier du Mont Saint-Martin à Nemours, en Seine-et-Marne. Puis en 2017, la SORGEM étend son territoire d’action et sort du périmètre de l’Île-de-France en s’engageant notamment à Orléans pour une étude prospective et urbaine afin d’apprécier les conditions d’insertion et les répercussions d’un potentiel nouveau franchissement de la Loire à l’est du territoire orléanais.

## Présentation
Le rôle de la SORGEM consiste à piloter les études et la réalisation de projets pour le compte de collectivités territoriales en coordonnant les différentes actions tout en assumant ses missions de mandataire de la maîtrise d’ouvrage, de la conception jusqu’à la livraison de l’équipement ou des espaces publics. 

## Exemples de réalisations
Parmi les réalisations de la Société d’économie mixte du Val d’Orge figurent :
- Le Val Vert Croix Blanche : projet d’aménagement situé sur le territoire de Cœur d’Essonne Agglomération dans le département de l’Essonne. En cours de livraison, cet ensemble est constitué de pôles d’activités et de commerces [3]. Ces programmes sont accompagnés d’espaces de loisirs, d’une plate-forme d’information sur l’habitat durable et l'éco-construction (Cité de l'habitat durable), d’un point de vente dédié aux circuits courts et de locaux pour les artisans de la rénovation thermique et de l’écoconstruction[4].
- L'Éco-quartier Les belles Vues : projet d'éco-quartier en cours de réalisation, situé sur les communes d’Arpajon et d’Ollainville, la SORGEM a été désigné aménageur du projet en 2013 pour un livraison prévue en 2020[5]. Projet Haute Qualité Environnementale de 1000 logements, architecture bioclimatique disposant de toitures végétales, création de corridors écologiques pour limiter l’impact des logements sur la faune[6].
- L'Écoquartier Clause-Bois Badeau : développé pour le compte de la ville de Brétigny-sur-Orge à partir de 2005, l'écoquartier Clause-Bois Badeau valorise une vaste friche agro-industrielle permettant de conserver certains éléments de patrimoine tout en construisant des habitations individuelles et collectives respectant les normes bioclimatiques[7]. L’éco-quartier a été distingué[8] en 2009 par le label « Nouveaux quartiers urbains » et en 2017 par le label  « 100 quartiers innovants et écologiques » décernés par la Région Ile-de-France[9].
- Les Ulis : deux projets de rénovation urbaine ont été développés au sein de la municipalité des Ulis dès 2000. Le premier volet du programme de rénovation urbaine « Cœur de ville » concerne la démolition de la dalle du centre commercial des Champs Lasniers pour relocaliser les commerces en rez-de-rue et permettre la création de 200 logements[10]. Le second volet « Champs Lasniers » concerne la création d’un programme de construction d’un lotissement de 298 logements[11].
- La création de la Médiathèque du Plessis-Pâté en réhabilitant la ferme Brichard, bâtisse construire au XVIIe siècle qui abrite l’école de musique Michel-Legrand et une école de danse. L’ensemble a été inauguré en 2014[12].
- La ZAC du Canal des Aunettes de Sainte-Geneviève-des-Bois : lancé en 1989, ce projet vise la construction de 1 000 logements dans une logique durable. La qualité environnementale et paysagère du projet a été distinguée par le Moniteur des Villes notamment au regard de la gestion des eaux pluviales[13].

## Engagement en faveur du développement durable et de l’insertion sociale
Depuis 2005, La SORGEM s’est engagée dans une démarche de certification ISO 9001 prenant en compte l’ensemble de ses activités. Initialement certifiée en 2006 (version 2000), la SORGEM a été reconduite en 2009 (version 2008), 2012 et en 2015 pour une nouvelle période triennale. La Société d’économie mixte a également noué des liens avec des Établissements et service d’aide par le travail (ESAT), a développé depuis 2014 un partenariat d’achats de prestations avec une Entreprise adaptée (EA) essonnienne et a signé en 2017 une convention avec l’entreprise adaptée ANRH (Association pour l’insertion et la réinsertion professionnelle et humaine des handicapés) afin de renforcer leur partenariat de travail et, ainsi, favoriser l’insertion professionnelle de travailleurs handicapés au travers d’opérations importantes.
Parallèlement, la SORGEM a édicté une charge des valeurs en quatre points. La société d’économie mixte y déclare être un outil d’intérêt général et relai du service public, être engagée auprès des territoires et de leurs spécificités, être un acteur du développement économique durable et soutenable ainsi que promouvoir le travail collaboratif et pluridisciplinaire.